# Luděk Svoboda
Luděk Svoboda (* 8. března 2002 Kladno) je český student práv a člen Sociální demokracie. Od roku 2025 působí jako předseda Mladých sociálních demokratů a od roku 2022 je předsedou Centra politických studií a aktivně se zapojuje do veřejného a politického života, mimo jiné v Masarykově demokratické akademii.

## Život a vzdělání
Luděk Svoboda se narodil 8. března 2002 v Kladně. Vystudoval Gymnázium Kladno, po maturitě nastoupil na Právnickou fakultu Univerzity Karlovy v Praze, kde studuje od roku 2021.

## Politická činnost

### Profesní a politická činnost
Od roku 2022 je předsedou Centra politických studií (CPS), nezávislé mládežnické platformy zaměřené na politické vzdělávání a debatu. Je také aktivní v Masarykově demokratické akademii (MDA), kde se podílí na programech zaměřených na rozvoj demokratické kultury a sociální politiky.
Ve stejném roce, 2022, vstoupil do Sociální demokracie (SOCDEM) a zároveň i do Mladých sociálních demokratů (MSD). Od té doby se angažuje v aktivitách spojených s rozvojem mladé politické generace levicového zaměření. Za tímto účelem se účastní mnoha politických debat. Mimo to komentuje politické dění ve vybraných médiích.

### Kandidatury
Luděk Svoboda kandidoval ve volbách do Zastupitelstva města Kladna v roce 2022. V roce 2024 figuroval na 6. místě kandidátky Sociální demokracie ve volbách do Evropského parlamentu. Vzhledem k celkovému neúspěchu jeho mateřské strany se však do Evropského parlamentu nedostal. Zúčastnil se také krajských voleb 2024 ve Středočeském kraji. Situace zde však byla obdobná jako u voleb do Evropského parlamentu v roce 2024.